# تايانا
تاتيانا ميخائيلوفنا ريشتنياك (بالأوكرانية: Тетяна Михайлівна Решетняк) مواليد 29 سبتمبر 1984م، معروفة باسمها الفني تايانا، هي مغنية وممثلة وملحنة أوكرانية.

## النشاة
ولدت في مدينة تشيرنوفتسي. في الثامنة من عمرها حثها والداها على الذهاب إلى مدرسة موسيقية لتعلم الأكورديون، لكنها تركت المدرسة بعد حوالي عام. ثم بعد ثلاثة عشر عامًا بدأت تاتيانا في دراسة الغناء أولاً في مجموعة، ثم أخذت دروسًا فردية. في عام 2001 خلال زيارة إلى لفيف أتيحت الفرصة لتاتيانا لأداء في فرقة قبل ظهور البابا يوحنا بولس الثاني، حيث كان أول حدث مهم بالنسبة لها هو رحلة إلى سكادوفسك لحضور مهرجان ألعاب البحر الأسود، حيث احتلت المركز الثالث.
تاتيانا لديها ثلاثة أشقاء، توأمان يعملان في صناعة الحلويات، أحدهما يعمل أيضًا كمغني، وميشا مارفن مغنية ومعروفة في أوكرانيا. والداها ناتاليا وميخائيل. عندما كانت تاتيانا تبلغ من العمر 18 عامًا، تزوجت من المنتج الشهير ديمتري كليماشينكو.

## مسيرتها الفنية
- 2008-2011: الشوكولاتة الساخنة
- 2014-2016: صوت أوكرانيا

## أغاني

### فردية
- "Я или она" (" Me or she ") مع Lavika (2014)
- "Только Ты" («أنت فقط») (2014)
- "Самолёты" («الطائرات») (2014)
- "Обними" (" Hug ") (2014)
- "Любви больше нет" («لا يوجد حب بعد الآن») (2014)
- "Знаю и верю" («أنا أعرف وأؤمن») (2014)
- "Забудь" («انسى») (2014)
- "Если ты ждёшь" («إذا كنت تنتظر») (2014)
- "Дышим" (" Breathe ") (2014)
- "Pretty Lie" مع Lavika (2014)
- «أنا الواحد» (2014)
- "а!" («نعم») (2015)
- "9 жизней" («9 حياة») (2015)
- "Осень" («الخريف») (2016)
- «أحبك» (2017)
- "Шкода" («إنه عار») (2017)
- "Квітка" («زهرة») (2017)
- "Леля" ("Lelya") (2018)
- "Фантастична жiнка" (" Fantastic Woman ") (2018)
- "Очі" («العيون») (2019)
- "Як плакала вона" («كيف بكت») (2019)
- "Мурашки" (" Creepy ") (2019)

## روابط خارجية
تايانا على موقع IMDb (الإنجليزية)
- تايانا على موقع ميوزك برينز (الإنجليزية)
- تايانا على موقع ديسكوغز (الإنجليزية)